# Caribbean's Next Top Model (prima edizione)
La prima edizione di Caribbean's Next Top Model è andata in onda sul canale CBS dal 18 febbraio al 27 maggio 2013 sotto la conduzione della modella ed ex Miss Universo Wendy Fitzwilliam, la quale vestiva anche i panni di giudice insieme ai volti noti della moda Richard Young e Pedro Virgil.

In origine, la serie era stata programmata per andare in onda nella stagione autunno/inverno 2012, ma a causa di problemi con l'emittente, la data di debutto è slittata al 18 febbraio 2013, così come notevole è stato lo stacco tra l'episodio 8, andato in onda giorno 8 aprile 2013 e l'episodio 9, sugli schermi il 20 maggio.

Come per il format americano, anche qui un gruppo di giovani aspiranti modelle si sfidava e gareggiava tra servizi fotografici e sfilate per conquistare il titolo di miglior modella del proprio Paese; durante il primo episodio sono state presentate 23 semifinaliste, provenienti da ogni zona dei Caraibi, ridotte poi al cast finale di 11 concorrenti (divenute poi 12 dal secondo episodio).

La vincitrice è stata la ventiduenne Treveen Stewart, proveniente dalle Isole Cayman, la quale ha portato a casa un contratto da 50.000 dollari con la "B Mobile", un contratto con l'agenzia "Factor Women" e un servizio fotografico con copertina per la rivista caraibica "Belle"

## Concorrenti
(L'età si riferisce al tempo della messa in onda del programma)
| Concorrente        | Età | Altezza | Provenienza       | Posizione      |
| ------------------ | --- | ------- | ----------------- | -------------- |
| Rachel John        | 20  | 180 cm  | Trinidad e Tobago | 12. (ritirata) |
| Semoy De Four      | 21  | 178 cm  | Trinidad e Tobago | 11.            |
| Ashley Anselm      | 19  | 178 cm  | Guadalupa         | 10.            |
| Sheriza Ali        | 23  | 175 cm  | Trinidad e Tobago | 9.             |
| Kendra Beneby      | 23  | 180 cm  | Bahamas           | 8.             |
| Lisa Wallace       | 26  | 178 cm  | Giamaica          | 7.             |
| Sedia Jackman      | 19  | 180 cm  | Barbados          | 6.             |
| Athaliah Samuel    | 23  | 178 cm  | Trinidad e Tobago | 5.             |
| Trudy-Lee Collins  | 21  | 170 cm  | Giamaica          | 4./3.          |
| Susan Chin         | 23  | 170 cm  | Trinidad e Tobago | 4./3.          |
| Stephany Francisca | 22  | 178 cm  | Curaçao           | 2.             |
| Treveen Stewart    | 22  | 177 cm  | Isole Cayman      | Vincitrice     |

### Ordine di chiamata
| Order | Episodi   | Episodi   | Episodi   | Episodi   | Episodi   | Episodi   | Episodi   | Episodi  |
| Order | 2         | 3         | 4         | 5         | 6         | 7         | 8         | 10       |
| ----- | --------- | --------- | --------- | --------- | --------- | --------- | --------- | -------- |
| 1     | Trudy-Lee | Treveen   | Treveen   | Stephany  | Trudy-Lee | Stephany  | Treveen   | Treveen  |
| 2     | Sedia     | Susan     | Lisa      | Sedia     | Susan     | Trudy-Lee | Stephany  | Stephany |
| 3     | Treveen   | Trudy-Lee | Susan     | Athaliah  | Treveen   | Treveen   | Susan     |          |
| 4     | Stephany  | Sedia     | Stephany  | Lisa      | Athaliah  | Susan     | Trudy-Lee |          |
| 5     | Ashley    | Lisa      | Trudy-Lee | Treveen   | Stephany  | Athaliah  |           |          |
| 6     | Athaliah  | Sheriza   | Athaliah  | Trudy-Lee | Sedia     |           |           |          |
| 7     | Susan     | Athaliah  | Sedia     | Susan     | Lisa      |           |           |          |
| 8     | Sheriza   | Stephany  | Kendra    | Kendra    |           |           |           |          |
| 9     | Kendra    | Kendra    | Sheriza   |           |           |           |           |          |
| 10    | Lisa      | Ashley    |           |           |           |           |           |          |
| 11    | Semoy     |           |           |           |           |           |           |          |
| 12    | Rachel    |           |           |           |           |           |           |          |

- L'episodio 1 vede la presentazione delle 23 semifinaliste e la scelta del cast finale di 11 concorrenti; non vi è ordine di chiamata
- All'inizio dell'episodio 2, Rachel decide di lasciare la gara; in sua sostituzione viene fatta rientrare Lisa
- Nell'episodio 6, al termine di un casting, Lisa viene eliminata per non avere dato una buona impressione al direttore della "B Mobile"
- L'episodio 9 è il riassunto dei precedenti

     La concorrente ha lasciato la gara volontariamente
     La concorrente è stata eliminata
     La concorrente entra in sostituzione di un'altra
     La concorrente è stata eliminata al di fuori del giudizio in studio
     La concorrente è la vincitrice del programma

### Makeovers
- Ashley: Capelli biondi, ricci e voluminosi
- Athaliah: Taglio corto asimmetrico con ciocche rosse
- Kendra: Taglio corto con ciuffo biondo cenere
- Lisa: Chioma riccia e folta
- Sedia: Extensions color magenta
- Sheriza: Extensions biondo ramato
- Stephany: Chioma lunga e liscia con frangia ampia
- Susan: Taglio molto asimmetrico
- Treveen: Capelli cortissimi
- Trudy-Lee: Capelli rasati e tinti color biondo platino

### Servizi fotografici
- Episodio 1: Polaroids (casting)
- Episodio 2: Soldatesse in gruppi
- Episodio 3: Primi piani al naturale
- Episodio 4: Ballerine del Carnevale
- Episodio 5: Beauty shoots senza veli
- Episodio 6: Body paint nella giungla
- Episodio 7: Pubblicità cosmetici
- Episodio 8: Sacerdotesse di Hanuman
- Episodio 10: Pubblicità per "B Mobile"